# Grens van Melilla

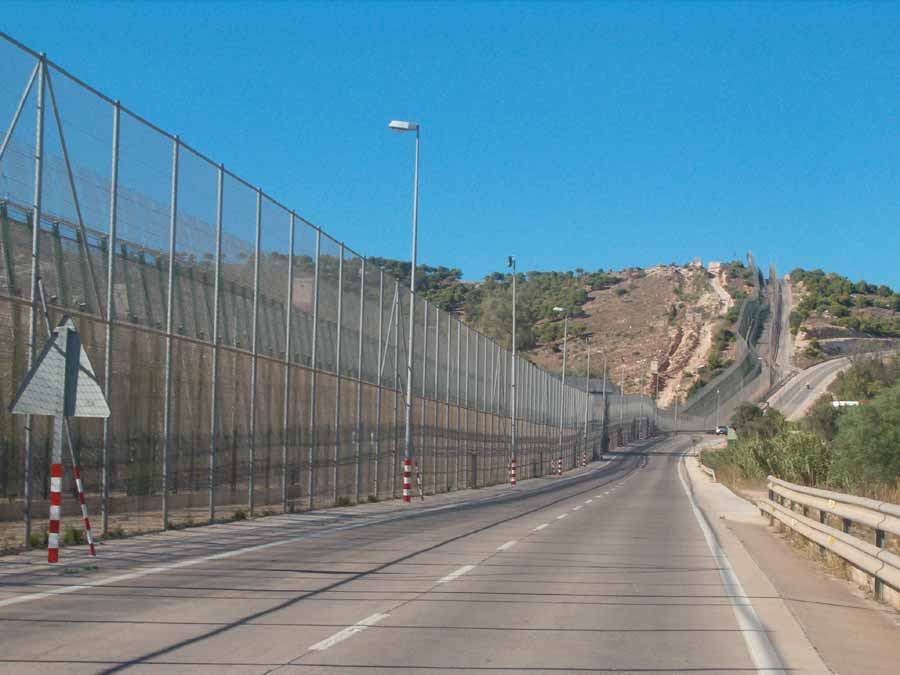
De grens tussen Melilla en Marokko.

De Grens van Melilla maakt deel uit van de grens tussen Marokko en Spanje in de kuststad Melilla. Het is door Spanje gebouwd met als doel illegale immigratie en smokkel tegen te gaan. De grens van Melilla en de grens van Ceuta, eveneens grenzend aan Marokko, zijn de enige twee landgrenzen tussen de Europese Unie (EU) en een Afrikaans land.

## Recente geschiedenis
In september 2005 probeerden duizenden migranten uit Sub-Sahara Afrika in meerdere golven over de hekken te springen en trokken richting Melilla. Ongeveer 700 mensen zijn door de hekken heen gegaan en zes mensen zijn omgekomen bij gevechten met Marokkaanse veiligheidstroepen. De gebeurtenissen van 2005 in de voorsteden van Melilla en Ceuta zijn het onderwerp van de documentaire Victimes de nos richesses.
In augustus 2020 probeerden 300 mensen over het hek te klimmen, en 30 slaagden erin. Dit waren een deel van de 2.250 mensen die in 2020 Ceuta en Melilla binnenkwamen. Op 19 januari 2021 klommen 87 mensen over het hek; 9 werden naar het ziekenhuis gebracht.
De grens werd in maart 2020 gelijktijdig gesloten bij Beni Ansar, Farkhana en een derde grenscontrolepost, als gevolg van de wereldwijde respons op de SARS COVID-19-pandemie. Zelfs 12 maanden later is de oversteek nog steeds verboden.

## Vernieuwing
Anti-immigratiesentimenten ten aanzien van Afrikaanse migranten leidden ertoe dat de Spaanse regering van José Luis Rodríguez Zapatero in 2005 een nieuw grenshek bouwde. Dit grenshek, dat naast de twee bestaande, vervallen hekken is gebouwd, sluit de grens volledig af. De nieuwe minister van Binnenlandse Zaken van Spanje erkende onlangs de anti-immigratie-idealen waarop het hek is gebaseerd en beloofde het prikkeldraad dat langs het hek loopt te vervangen door humanere afschrikmiddelen. "De nieuwe Spaanse minister van Binnenlandse Zaken heeft beloofd "alles wat mogelijk is" te doen om de "anti-migranten" prikkeldraadhekken te verwijderen die Marokko scheiden van de Spaanse gebieden Ceuta en Melilla."
Zelfs nadat er drie muren zijn gebouwd, beklimmen mensen nog steeds de muur en bereiken zo Spaans grondgebied. Amnesty International en Artsen zonder Grenzen beschuldigen de Marokkaanse regering ervan mensen uit verschillende Afrikaanse landen (waarvan sommigen beweren dat ze geldig geregistreerd staan als politieke vluchtelingen) in een onbewoond gebied in de Sahara te dumpen, zonder voedsel of water.